# Irena Trapezuntska
Srednjovjekovna Grkinja Irena Trapezuntska (Ειρήνη) bila je carica Trapezuntskog Carstva.
Nije poznato tko su joj bili roditelji. Ne zna se ni kad je rođena.
Irenin je muž bio car Bazilije Trapezuntski. Irena mu je prvo bila konkubina, ali ju je poslije oženio. Prije vjenčanja rodila mu je dvojicu sinova. Bazilije je bio u isto vrijeme oženjen Irenom Paleolog, koja je bila bizantska princeza. On se rastao od nje, ali Crkva to nije priznavala te je on tako ostao u bigamiji s obje Irene. S Irenom Paleolog nije imao djece.
Čini se da je Irena Paleolog dala otrovati Bazilija. Ta je Irena zatim poslala drugu Irenu i njenu djecu k svome ocu, caru Bizanta Androniku III.
Irena i njezin sin Ivan vratili su se poslije u Trapezuntsko Carstvo; on je imao 13 godina kad je postao car.

## Djeca
Irenina djeca:
- Aleksije
- Ivan — Aleksije III. Trapezuntski
- Marija
- Teodora
- Helena Megala Komnena?